# 석을수
석을수(石乙水) 또는 석을천(石乙川)는 두만강의 지류 중 하나로, 량강도 삼지연시에 있다.
간도 협약 당시 청나라와 일제(日帝)가 한·청 양국의 경계로 한 곳이다. 현재는 조선민주주의인민공화국과 중화인민공화국이 체결한 조중 변계 조약에 따라 그 북쪽의 두만강 상류인 홍토수(紅土水)가 양국의 국경이다.

## 같이 보기
- 조중 변계 조약
- 간도 협약
- 홍토수
- 백두산